# Anyphaena modesta
Anyphaena modesta là một loài nhện trong họ Anyphaenidae.
Loài này thuộc chi Anyphaena. Anyphaena modesta được Elizabeth Bangs Bryant miêu tả năm 1948.